# Rosa Mirambell i Càceres
Rosa Mirambell i Càceres (Barcelona, 1933) pintora i gravadora catalana. Va estudiar a l'Escola de la Llotja i a l'Escola de Belles Arts de Sant Jordi (Facultat de Belles Arts de la Universitat de Barcelona), on es va doctorar.
Ha estat guardonada amb diversos premis internacionals, com el Matilde Lorovere, de Nàpols; el del Salon International d'Arts Plastiques, de Besiers, i el de l'Accademia Internazionale di Arte Moderna, de Roma.
Ha fet nombroses exposicions, tant individuals com col·lectives, des del 1980, principalment a Barcelona i Cadaqués.
Hi ha obra seva en diversos museus i galeries, com el Museo Zabaleta, de Jaén, o el Museu Tèxtil i d'Indumentària, la Galeria Lleonart, de Barcelona, o el Taller Galeria Fort, de Cadaqués.
Ha escrit sobre teoria de l'art i assaig com,Música per a pintors (i viceversa). Barcelona : Abadia de Montserrat, 2008.
El seu fons personal, format per matrius, estampes i llibres de bibliòfil, es conserva a la Biblioteca de Catalunya.
L'editorial Parnass Ediciones publica al 2021 Viaje a Libra, una recopilació dels poemes que ha escrit entre els anys 50 i 80.